# Jabara (fruit)
Jabara of Citrus jabara (Japans: Tanaka) is een plant en vrucht van de Japanse citrus.
De jabara is een kruising tussen een yuzu en pomelomandarijn (citrus nobilis), die van nature is ontstaan in de prefectuur Wakayama. De vrucht wordt vooral geteeld in Kitayama.
Van het zilvervlies van de jabara wordt een extract gemaakt die gebruikt wordt in cosmetica.